# Hugo Karl Tippmann
Hugo Karl Tippmann (13. března 1875 Doupov – 4. června 1942 New York) byl americký básník a žurnalista.

## Životopis
Narodil se v Doupově na Kadaňsku v rodině učitele. Od roku 1886 do roku 1894 studoval na Gymnáziu v Kadani. V tomto období bydlel u svých příbuzných. Jeho bratranec, Franz Tippmann, později na gymnáziu vyučoval. Po složení maturity se odebral do Prahy, kde od roku 1894 studoval tři roky medicínu na Karlo-Ferdinandově univerzitě. Studium nedokončil, začal se totiž angažovat literárně a politicky. Působil v redakcích novin a časopisů v Čechách, ve Štýrsku, Salcburku i ve Vídni.
V roce 1910 odjel do New Yorku, kde se začal živit jako vyhazovač a číšník. Po vypuknutí první světové války začal psát periodika v německém jazyce, např. Der Patriot nebo Zeppelin. Některé reportáže a kritiky psal pod pseudonymem Eulenspiegel. První básnické úspěchy zaznamenal, když začal na zkoušku psát poezii do týdeníku New Yorker Staats-Zeitung. Zájem byl hlavně o jeho texty ke kabaretním a karnevalovým písním.
Stabilní příjem mu umožnil, aby se oženil. Jeho manželka Theresia byla česko-německého původu. Měli spolu syna Fritze.
Zemřel 4. června roku 1942, kdy v Evropě probíhala 2. světová válka.